# 欧奈苏索诺
欧奈苏索诺（法語：Aunay-sous-Auneau，法語發音：[onɛ su.z‿ono]，意为“欧诺下方的欧奈”）是法国厄尔-卢瓦省的一个市镇，位于该省东部，属于沙特尔区。

## 地理
欧奈苏索诺（48°26'28"N, 1°48'28"E）面积19.41 平方千米，位于法国中央-卢瓦尔河谷大区厄尔-卢瓦省，该省份为法国北部内陆省份，北起顺时针与厄尔省、伊夫林省、埃松省、卢瓦雷省、卢瓦-谢尔省、萨尔特省和奧恩省接壤。
与欧奈苏索诺接壤的市镇（或旧市镇、城区）包括：奥松维尔、帕赖杜阿维尔、鲁万维尔。

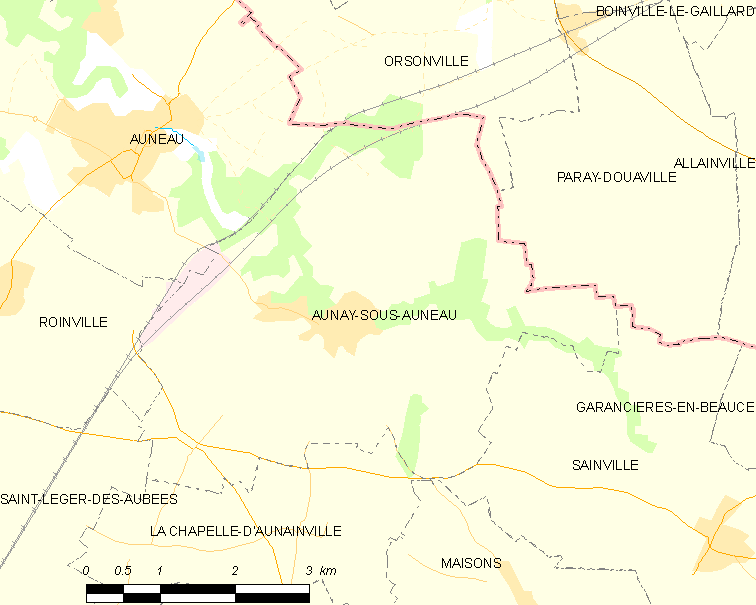
欧奈苏索诺的OSM定位图

欧奈苏索诺的时区为UTC+01:00、UTC+02:00（夏令时）。

## 行政
欧奈苏索诺的邮政编码为28700，INSEE市镇编码为28013。

## 政治
欧奈苏索诺所属的省级选区为欧诺县。

## 人口

1962-2008年间欧奈苏索诺人口变化图示

欧奈苏索诺于2022年1月1日时的人口数量为1511人。